# The Climb (Lied)
The Climb ist ein Lied der US-amerikanischen Popsängerin Miley Cyrus aus dem Jahr 2009. Die Popballade wurde von Jessi Alexander und Jon Mabe geschrieben sowie von John Shanks für den Film Hannah Montana – Der Film produziert.

## Musik und Text
Musikalisch wird The Climb durch die Instrumente Gitarre, Violine und dem Piano begleitet. Der Songtext zu The Climb ist komplett in englischer Sprache verfasst. Musik und Text stammen von Jessi Alexander und Jon Mabe, produziert wurde der Song von John Shanks. Im Song wird das Leben als eine Reise beschrieben, in der man einige Hürden gehen muss, um im Leben glücklich zu sein. Der Text wurde in der 1. Person Singular, aus der Sicht einer jungen Frau, geschrieben. Die junge Frau erlebt eine schwierige Zeit in ihrem Leben, jedoch sieht sie in ihrer Zukunft positive Veränderungen und schöpft daraus Hoffnung. So heißt es unter anderem:
| „Every step I’m taking Every move I make feels Lost with no direction My faith is shaking There’s always gonna be another mountain I’m always gonna wanna make it move“ – Originalauszug | „Jeder Schritt, den ich mache Jede Bewegung, die ich mache, fühlt sich an als hätte ich meine Richtung verloren Mein Vertrauen schwankt Es wird immer einen anderen Berg geben Ich werde ihn immer bewegen wollen“ – deutsche Übersetzung |

Bezogen auf den Film geht es um Miley Stewart die über ihr Doppelleben als Hannah Montana nachdenkt, nachdem sie wieder in ihren Heimatort Crowley Corners zurückkehrt und dort den jungen ehemaligen Klassenkamerad Travis Brody trifft. Ihr Doppelleben kann sie nicht mehr länger verbergen, seitdem sie sich in ihn verliebt hat. Sie outet sich ungewollt vor Travis und daraufhin zerbricht die Freundschaft. Während eines Konzertes auf dem Dorffest sieht sie Travis im Publikum und entscheidet sich die Wahrheit über ihr Doppelleben preiszugeben, um Travis wieder zu gewinnen. Um diese schwierige Phase zusammenzufassen, singt Miley The Climb, welchen sie in ihrem Heimatort geschrieben hat.

## Liveauftritte

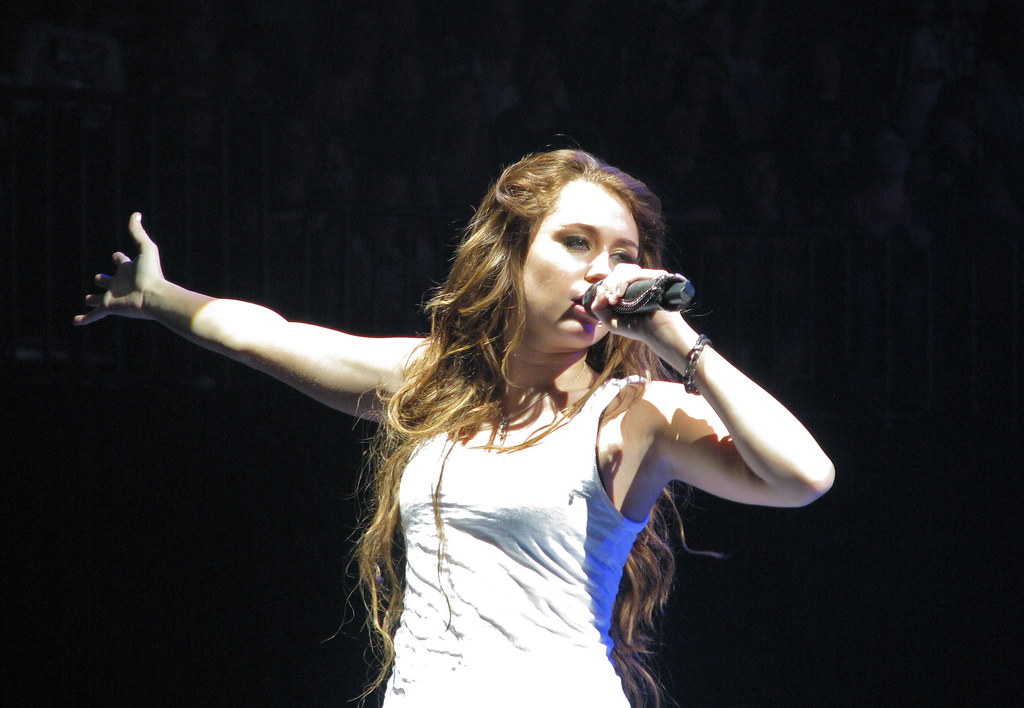
Cyrus bei einem Liveauftritt (2009)

Cyrus präsentierte vor allem nach Veröffentlichung es Filmes den Song oft. So war sie 2009 Gast bei der Präsidentenfeier für den damals neuen Präsidenten Barack Obama. Des Weiteren trat sie in mehreren Late-Night Shows wie bei James Corden oder in der Good Morning America Show auf.

## Musikvideo
Das Musikvideo zum Song wurde von Matthew Rolston produziert und am 11. Februar 2011 veröffentlicht. Das Video spielt hauptsächlich auf einer großen Wiese mit einem langen Weg, welcher den Weg des Lebens darstellen soll, welchen Cyrus hinauf läuft. Neben dem Weg sind Berge zu erkennen, die symbolisch für die schwierige Zeit stehen. Farblich beginnt das Video sehr dunkel und endet sehr Farbenfroh mit hellen Farben. Vor allem die Zeilen mit den positiven Entwicklungen, werden farblich hell dargestellt. Häufig tauchen Szenen aus dem Film in dem Video auf. Gegen Ende des Songs steht Cyrus auf dem Berg und blickt in die hellfarbige Sonne. Bis Juli 2023 wurde das Video auf YouTube 465 Millionen Mal aufgerufen.

## Kommerzieller Erfolg

### Chartplatzierungen
| ChartsChartplatzierungen       | Höchstplatzierung | Wochen |
| ------------------------------ | ----------------- | ------ |
| Deutschland (GfK)              | 41 (18 Wo.)       | 18     |
| Österreich (Ö3)                | 30 (7 Wo.)        | 7      |
| Schweiz (IFPI)                 | 38 (18 Wo.)       | 18     |
| Vereinigte Staaten (Billboard) | 4 (28 Wo.)        | 28     |
| Vereinigtes Königreich (OCC)   | 11 (24 Wo.)       | 24     |

| ChartsJahrescharts (2009)      | Platzierung |
| ------------------------------ | ----------- |
| Vereinigte Staaten (Billboard) | 21          |
| Vereinigtes Königreich (OCC)   | 84          |

### Auszeichnungen für Musikverkäufe
| Land/Region                  | Auszeichnungen für Musikverkäufe (Land/Region, Auszeichnung, Verkäufe) | Verkäufe  |
| ---------------------------- | ---------------------------------------------------------------------- | --------- |
| Australien (ARIA)            | 7× Platin                                                              | 490.000   |
| Brasilien (PMB)              | Platin                                                                 | 60.000    |
| Dänemark (IFPI)              | Platin                                                                 | 90.000    |
| Deutschland (BVMI)           | Gold                                                                   | 150.000   |
| Kanada (MC)                  | 3× Platin                                                              | 120.000   |
| Neuseeland (RMNZ)            | 3× Platin                                                              | 90.000    |
| Spanien (Promusicae)         | Platin                                                                 | 60.000    |
| Vereinigte Staaten (RIAA)    | 7× Platin                                                              | 7.000.000 |
| Vereinigtes Königreich (BPI) | 2× Platin                                                              | 1.200.000 |
| Insgesamt                    | 1× Gold · 25× Platin ·                                                 | 9.260.000 |

Hauptartikel: Miley Cyrus/Auszeichnungen für Musikverkäufe

## Coverversion
Im Rahmen der Disney-Serie High School Musical: Das Musical: Die Serie, sang Schauspieler Joe Serafini, in seiner Rolle Seb, in der 2. Staffel das Lied. Die Version wurde als Single veröffentlicht und später mit auf die CD der Soundtracks zur Staffel genommen.